# Letta Crapo Smith

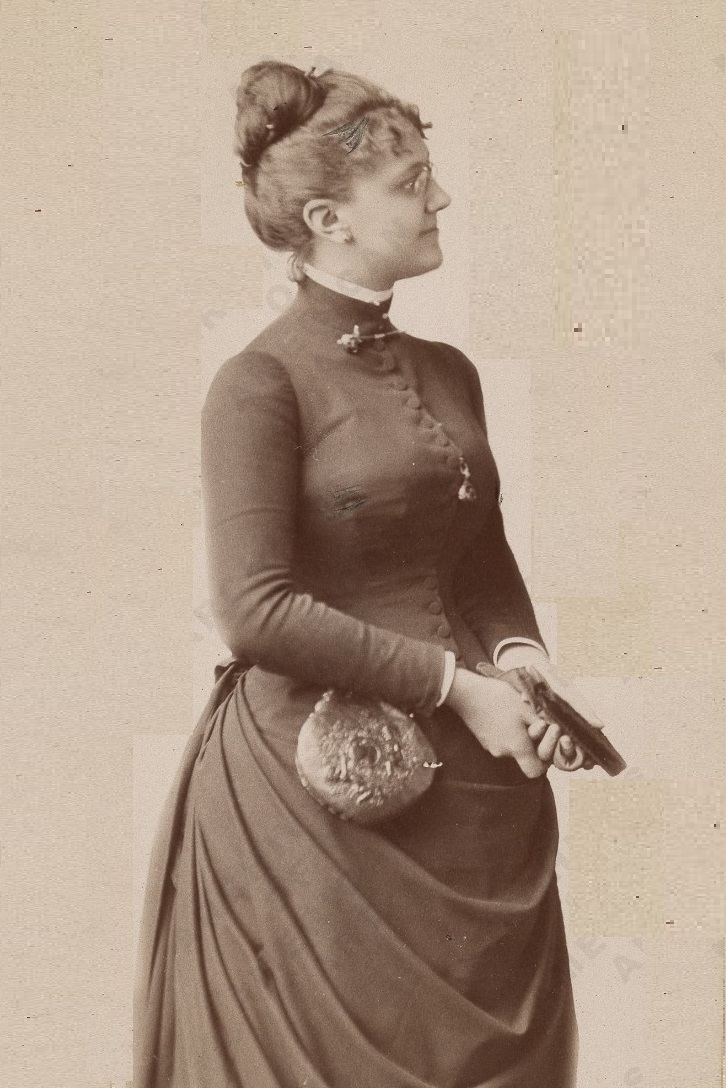
Letta Crapo Smith

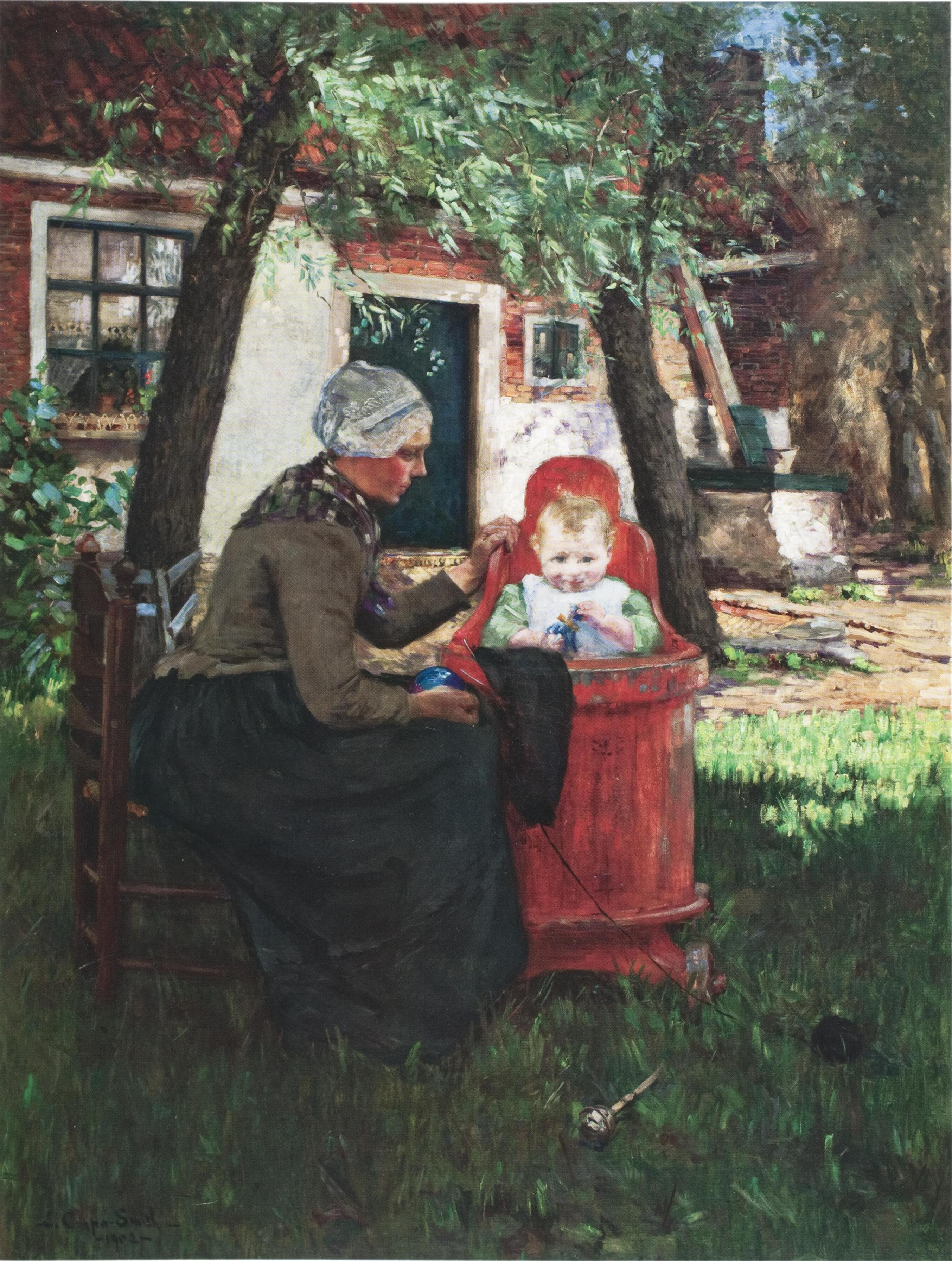
The First Birthday, 1902, eerste verjaardag van Dirkje, dochter van Smiths model Anna de Leeuw uit Egmond.

Henrietta (Letta) Crapo Smith (Flint, 4 juli 1862 – Boston, 17 maart 1921) was een Amerikaans kunstschilderes. Van 1891 tot 1893 schilderde ze in Volendam en van 1900 tot 1905 in Egmond aan Zee.

## Leven en werk
Smith werd geboren in een vooraanstaande Amerikaanse familie van handelslieden in Michigan. Haar moeder was een dochter van Henry H. Crapo, gouverneur van Michigan. Ze groeide op in Detroit en nam tekenlessen, waarbij ze een bijzondere begaafdheid aan de dag legde. In 1890 ging ze studeren in Parijs aan de Académie Julian, onder William Bouguereau en Tony Robert-Fleury. Ze exposeerde in de Parijse salon.
In de zomers van 1891, 1892 en 1893 reisde Smith naar Nederland en schilderde daar in Edam en Volendam, waar ze verbleef in Hotel Spaander. Van 1901 tot 1905 werkte ze in Egmond aan Zee, bij de Egmondse School van George Hitchcock. Haar stijl in deze periode werd mede beïnvloed door de Haagse School, meer in het bijzonder door Bernard Blommers, met wie ze kennis had. Een van haar bekendste werken uit deze periode is The First Birthday uit 1902, dat enige tijd geëxposeerd werd in het Louvre.
Na haar terugkeer naar Detroit opende Smith een studio en was ze actief in de Detroit Society of Women Painters, waarvan ze van 1908 tot 1915 voorzitster was. In die tijd kreeg ze gezondheidsproblemen en nam haar productie af. Ze overleed in 1921, 59 jaar oud. Werk van haar bevindt zich onder andere in de collecties van het Detroit Institute of Arts en het Flint Institute of Arts.